# Campeonato de Fútbol Femenino de Primera División A 2023 (Argentina)
El Campeonato de Fútbol Femenino de Primera División A 2023, llamado Campeonato Femenino «YPF» 2023 por razones de patrocinio, fue el sexto torneo y la quinta temporada semiprofesional de la Primera División A de Argentina. Es organizado por la Asociación del Fútbol Argentino.
Cuenta con veinte participantes y está dividido en dos torneos, denominados Primer Torneo 2023 y Segundo Torneo 2023 respectivamente. El Primer Torneo inició el 3 de febrero y finalizó el 30 de junio. El Segundo Torneo comenzó el 19 de agosto y finalizó el 13 de diciembre. Boca Juniors salió campeón en ambos torneos.
Los nuevos participantes fueron Belgrano, de la ciudad de Córdoba, (campeón de la Primera B 2022 y debutante en la Primera División) y Banfield (ganador del Reducido por el segundo ascenso y que regresa luego de 15 años de su última participación en la temporada 2004-05).

## Ascensos y descensos
| Posición  | Ascendidos de la Primera División B 2022 |
| --------- | ---------------------------------------- |
| Campeón   | Belgrano                                 |
| Gan. red. | Banfield                                 |

| Posición | Descendidos de la Primera División A 2022 |
| -------- | ----------------------------------------- |
| 19.º     | Comunicaciones                            |
| 20.º     | Villa San Carlos                          |
| 21.º     | Deportivo Español                         |

De esta manera, el número de participantes descendió a 20.

## Sistema de disputa
El Primer torneo se desarrolla con el sistema de todos contra todos  en una sola rueda. El Segundo torneo tendrá dos zonas de diez equipos cada una, donde jugarán todos contra todos, con el agregado de la disputa de partidos interzonales, y los cuatro primeros de cada una de las zonas clasificarán a la Fase final por eliminación directa. 

### Descenso
Los últimos cuatro equipos de la tabla general de posiciones descenderán a la segunda división.

### Clasificación a torneos internacionales
Los ganadores de ambos torneos disputarán una final única en terreno neutral por el cupo para la Copa Libertadores Femenina 2024. En caso de que el ganador de ambos torneos sea el mismo equipo, se le otorgará el cupo directamente.

## Equipos participantes
| Banfield                            | Banfield      | Indiana Fernández  | 2.°(2da) | Campo de deportes Alfredo Palacios | Campo de deportes Alfredo Palacios |
| Belgrano                            | Córdoba       | Maximiliano Luján  | 1.°(2da) | Estadio Gigante de Alberdi         | Estadio Gigante de Alberdi         |
| Boca Juniors                        | Buenos Aires  | Jorge Martínez     | 1.°      | Complejo Pedro Pompilio            | Complejo Pedro Pompilio            |
| Defensores de Belgrano              | Buenos Aires  | Santiago Domingo   | 16.º     | Estadio Juan Pasquale              | Estadio Juan Pasquale              |
| El Porvenir                         | Gerli         | Adolfo Tropp       | 17.º     | Estadio Gildo Ghersinich           | Estadio Gildo Ghersinich           |
| Estudiantes (BA)                    | Buenos Aires  | Demian Alaniz      | 6.º      | Estadio Ciudad de Caseros          | Estadio Ciudad de Caseros          |
| Estudiantes (LP)                    | La Plata      | Roxana Vallejos    | 10.º     | Country Club Mariano Mangano       | Country Club Mariano Mangano       |
| Excursionistas                      | Buenos Aires  | Ignacio Lacal      | 18.º     | Estadio de Excursionistas          | Estadio de Excursionistas          |
| Ferro Carril Oeste                  | Buenos Aires  | Franco Bertera     | 11.º     | Predio de Pontevedra               | Predio de Pontevedra               |
| Gimnasia y Esgrima                  | La Plata      | Silvana Villalobos | 9.º      | Estancia Chica                     | Estancia Chica                     |
| Huracán                             | Buenos Aires  | Juan Palermo       | 7.º      | La Quemita                         | La Quemita                         |
| Independiente                       | Avellaneda    | Pablo Goglino      | 12.º     | Predio de Villa Domínico           | Predio de Villa Domínico           |
| Lanús                               | Lanús Este    | Fernando Soler     | 8.º      | Predio de Valentín Alsina          | Predio de Valentín Alsina          |
| Platense                            | Vicente López | Matías Raia        | 14.º     | Predio Alejandro Mariani Dolán     | Predio Alejandro Mariani Dolán     |
| Racing Club                         | Avellaneda    | Agustín Benchimol  | 3.º      | Predio Tita Mattiussi              | Predio Tita Mattiussi              |
| River Plate                         | Buenos Aires  | Daniela Díaz       | 4.º      | River Camp                         | River Camp                         |
| Rosario Central                     | Rosario       | Damián Ledesma     | 13.º     | Ciudad Deportiva de Central        | Ciudad Deportiva de Central        |
| San Lorenzo                         | Buenos Aires  | Livio Prieto       | 5.º      | Ciudad Deportiva                   | Ciudad Deportiva                   |
| S.A.T.                              | Moreno        | Maximiliano Blanco | 15.º     | Estadio 12 de Agosto               | Estadio 12 de Agosto               |
| UAI Urquiza                         | Villa Lynch   | Leandro Iglesias   | 2.º      | Estadio Monumental de Villa Lynch  | Estadio Monumental de Villa Lynch  |
| Datos actualizados a agosto de 2023 |               |                    |          |                                    |                                    |

### Cambios de entrenadores
| Equipo           | Entrenador/a saliente | Entrenador/a entrante |
| ---------------- | --------------------- | --------------------- |
| San Lorenzo      | Nicolás Basualdo      | Livio Prieto          |
| Estudiantes (LP) | Matías Giugno         | Roxana Vallejos       |

### Distribución geográfica de los equipos
| Región                 | Cant. | Equipos |
| ---------------------- | ----- | --- |
| Conurbano bonaerense   | 9     | Banfield, El Porvenir, Estudiantes, Independiente, Lanús, Platense, Racing Club, S.A.T. y UAI Urquiza        |
| Ciudad de Buenos Aires | 7     | Boca Juniors, Defensores de Belgrano, Excursionistas, Ferro Carril Oeste, Huracán, River Plate y San Lorenzo |
| Gran La Plata          | 2     | Estudiantes y Gimnasia y Esgrima                                                                             |
| Provincia de Córdoba   | 1     | Belgrano |
| Ciudad de Rosario      | 1     | Rosario Central                                                                                              |

## Primer torneo

### Tabla de posiciones
| Pos. | Equipo                  | Pts. | PJ | PG | PE | PP | GF | GC | Dif. |
| ---- | ----------------------- | ---- | -- | -- | -- | -- | -- | -- | ---- |
| 1.º  | Boca Juniors            | 48   | 19 | 15 | 3  | 1  | 43 | 7  | 36   |
| 2.º  | UAI Urquiza             | 48   | 19 | 15 | 3  | 1  | 42 | 8  | 34   |
| 3.º  | Rosario Central         | 43   | 19 | 13 | 4  | 2  | 32 | 8  | 24   |
| 4.º  | River Plate             | 36   | 19 | 11 | 3  | 5  | 29 | 15 | 14   |
| 5.º  | Platense                | 35   | 19 | 10 | 5  | 4  | 24 | 18 | 6    |
| 6.º  | Racing Club             | 31   | 19 | 10 | 1  | 8  | 27 | 16 | 11   |
| 7.º  | Independiente           | 30   | 19 | 9  | 3  | 7  | 23 | 16 | 7    |
| 8.º  | San Lorenzo             | 29   | 19 | 8  | 5  | 6  | 26 | 22 | 4    |
| 9.º  | Belgrano                | 28   | 19 | 9  | 1  | 9  | 26 | 18 | 8    |
| 10.º | Huracán                 | 27   | 19 | 6  | 9  | 4  | 16 | 15 | 1    |
| 11.º | Excursionistas          | 24   | 19 | 6  | 6  | 7  | 20 | 26 | −6   |
| 12.º | Banfield                | 23   | 19 | 7  | 2  | 10 | 17 | 22 | −5   |
| 13.º | Gimnasia y Esgrima (LP) | 22   | 19 | 5  | 7  | 7  | 20 | 20 | 0    |
| 14.º | S.A.T.                  | 22   | 19 | 5  | 7  | 7  | 18 | 24 | −6   |
| 15.º | Estudiantes (BA)        | 21   | 19 | 6  | 3  | 10 | 23 | 29 | −6   |
| 16.º | Ferro Carril Oeste      | 20   | 19 | 6  | 2  | 11 | 20 | 25 | −5   |
| 17.º | Estudiantes (LP)        | 15   | 19 | 3  | 6  | 10 | 14 | 32 | −18  |
| 18.º | El Porvenir             | 15   | 19 | 4  | 3  | 12 | 16 | 42 | −26  |
| 19.º | Defensores de Belgrano  | 8    | 19 | 2  | 2  | 15 | 8  | 46 | −38  |
| 20.º | Lanús                   | 7    | 19 | 2  | 1  | 16 | 10 | 45 | −35  |

|  | Jugaron un desempate para definir al Campeón. El ganador del desempate clasificó a la final por la clasificación a la Copa Libertadores Femenina 2024. |

### Definición del campeonato
Al quedar igualados en puntos Boca Juniors y UAI Urquiza, ambos equipos debieron jugar un partido desempate para definir al campeón. Se disputó el 30 de junio en el Estadio Libertadores de América.

#### Ficha
| 30 de junio, 19:00 | UAI Urquiza | 0:1 (0:1) | Boca Juniors | Estadio Libertadores de América, Avellaneda |                          |
| |             | Reporte   | Palomar 11'  | Árbitro(s): Julián Jerez                    | Árbitro(s): Julián Jerez |
| Boca Juniors se consagró campeón del Primer Torneo. Clasificó a la final para clasificar a la Copa Libertadores Femenina 2024 (salvo en este caso en el cual Boca también ganó el segundo torneo). |             |           |              |                                             |                          |

|                          |
| Campeón                  |
| Boca Juniors 27.º título |

## Segundo torneo

### Fase de grupos

#### Zona A
| Pos. | Equipo                 | Pts. | PJ | PG | PE | PP | GF | GC | Dif. |
| ---- | ---------------------- | ---- | -- | -- | -- | -- | -- | -- | ---- |
| 1.º  | UAI Urquiza            | 22   | 10 | 7  | 1  | 2  | 19 | 9  | 10   |
| 2.º  | San Lorenzo            | 19   | 10 | 6  | 1  | 3  | 13 | 9  | 4    |
| 3.º  | Belgrano               | 18   | 10 | 5  | 3  | 2  | 22 | 11 | 11   |
| 4.º  | Banfield               | 18   | 10 | 5  | 3  | 2  | 16 | 13 | 3    |
| 5.º  | River Plate            | 17   | 10 | 5  | 2  | 3  | 27 | 14 | 13   |
| 6.º  | Independiente          | 14   | 10 | 4  | 2  | 4  | 16 | 14 | 2    |
| 7.º  | Platense               | 14   | 10 | 4  | 2  | 4  | 10 | 16 | −6   |
| 8.º  | S.A.T.                 | 11   | 10 | 3  | 2  | 5  | 13 | 14 | −1   |
| 9.º  | Estudiantes (LP)       | 3    | 9  | 1  | 0  | 8  | 7  | 25 | −18  |
| 10.º | Defensores de Belgrano | 0    | 10 | 0  | 0  | 10 | 2  | 27 | −25  |

|  | Los equipos que ocupan estas posiciones clasificaron a los cuartos de final de la fase final. |

#### Zona B
| Pos. | Equipo                  | Pts. | PJ | PG | PE | PP | GF | GC | Dif. |
| ---- | ----------------------- | ---- | -- | -- | -- | -- | -- | -- | ---- |
| 1.º  | Boca Juniors            | 28   | 10 | 9  | 1  | 0  | 24 | 4  | 20   |
| 2.º  | Racing Club             | 24   | 10 | 8  | 0  | 2  | 20 | 9  | 11   |
| 3.º  | Ferro Carril Oeste      | 19   | 10 | 6  | 1  | 3  | 20 | 11 | 9    |
| 4.º  | Huracán                 | 13   | 10 | 3  | 4  | 3  | 11 | 10 | 1    |
| 5.º  | Gimnasia y Esgrima (LP) | 13   | 10 | 3  | 4  | 3  | 12 | 12 | 0    |
| 6.º  | Estudiantes (BA)        | 12   | 10 | 4  | 0  | 6  | 11 | 16 | −5   |
| 7.º  | Rosario Central         | 11   | 10 | 3  | 2  | 5  | 9  | 11 | −2   |
| 8.º  | Excursionistas          | 11   | 10 | 3  | 2  | 5  | 6  | 13 | −7   |
| 9.º  | Lanús                   | 9    | 10 | 2  | 3  | 5  | 8  | 15 | −7   |
| 10.º | El Porvenir             | 6    | 10 | 1  | 3  | 6  | 6  | 19 | −13  |

|  | Los equipos que ocupan estas posiciones clasificaron a los cuartos de final de la fase final. |

### Fase Final

#### Cuadro de desarrollo
|  | Cuartos de final   | Cuartos de final   | Cuartos de final   |                    |              | Semifinales  | Semifinales | Semifinales |  |          | Final    | Final | Final | Final |  |
|  |                    |                    |                    |                    |              |              |             |             |  |          |          |       |       |       |  |
|  |                    |                    |                    |                    |              |              |             |             |  |          |          |       |       |       |  |
|  | UAI Urquiza        | UAI Urquiza        | 1                  |                    |              |              |             |             |  |          |          |       |       |       |  |
|  | UAI Urquiza        | UAI Urquiza        | 1                  |                    |              |              |             |             |  |          |          |       |       |       |  |
|  | Huracán            | Huracán            | 0                  |                    |              |              |             |             |  |          |          |       |       |       |  |
|  | Huracán            | Huracán            | 0                  |                    | UAI Urquiza  | UAI Urquiza  | 1           |             |  |          |          |       |       |       |  |
|  |                    |                    |                    |                    | UAI Urquiza  | UAI Urquiza  | 1           |             |  |          |          |       |       |       |  |
|  |                    |                    | Belgrano           | Belgrano           | 2            |              |             |             |  |          |          |       |       |       |  |
|  | Racing Club        | Racing Club        | Belgrano           | Belgrano           | 2            | 0 (3)        |             |             |  |          |          |       |       |       |  |
|  | Racing Club        | Racing Club        |                    |                    |              |              |             |             |  |          |          |       |       |       |  |
|  | Belgrano           | Belgrano           | 0 (4)              |                    |              |              |             |             |  |          |          |       |       |       |  |
|  | Belgrano           | Belgrano           | 0 (4)              |                    |              |              |             |             |  | Belgrano | Belgrano | 0     | 0     |       |  |
|  |                    |                    |                    |                    |              |              |             |             |  | Belgrano | Belgrano | 0     | 0     |       |  |
|  |                    |                    | Boca Juniors       | Boca Juniors       | 1            | 2            |             |             |  |          |          |       |       |       |  |
|  | Boca Juniors       | Boca Juniors       | Boca Juniors       | Boca Juniors       | 1            | 2            | 1           |             |  |          |          |       |       |       |  |
|  | Boca Juniors       | Boca Juniors       |                    |                    |              |              |             |             |  |          |          |       |       |       |  |
|  | Banfield           | Banfield           | 0                  |                    |              |              |             |             |  |          |          |       |       |       |  |
|  | Banfield           | Banfield           | 0                  |                    | Boca Juniors | Boca Juniors | 4           |             |  |          |          |       |       |       |  |
|  |                    |                    |                    |                    | Boca Juniors | Boca Juniors | 4           |             |  |          |          |       |       |       |  |
|  |                    |                    | Ferro Carril Oeste | Ferro Carril Oeste | 1            |              |             |             |  |          |          |       |       |       |  |
|  | San Lorenzo        | San Lorenzo        | Ferro Carril Oeste | Ferro Carril Oeste | 1            | 0            |             |             |  |          |          |       |       |       |  |
|  | San Lorenzo        | San Lorenzo        |                    |                    |              |              |             |             |  |          |          |       |       |       |  |
|  | Ferro Carril Oeste | Ferro Carril Oeste | 1                  |                    |              |              |             |             |  |          |          |       |       |       |  |
|  | Ferro Carril Oeste | Ferro Carril Oeste | 1                  |                    |              |              |             |             |  |          |          |       |       |       |  |
|  |                    |                    |                    |                    |              |              |             |             |  |          |          |       |       |       |  |

|                          |
| Campeón                  |
| Boca Juniors 28.º título |

## Tabla general de posiciones
Esta tabla se conforma por la suma de puntos obtenidos en el Primer y Segundo Torneo. Los últimos cuatro equipos perderán la categoría.
| Pos. | Equipo                  | Pts. | PJ | PG | PE | PP | GF | GC | Dif. |
| ---- | ----------------------- | ---- | -- | -- | -- | -- | -- | -- | ---- |
| 1.º  | Boca Juniors            | 76   | 29 | 24 | 4  | 1  | 67 | 11 | 56   |
| 2.º  | UAI Urquiza             | 70   | 29 | 22 | 4  | 3  | 61 | 17 | 44   |
| 3.º  | Racing Club             | 55   | 29 | 18 | 1  | 10 | 47 | 25 | 22   |
| 4.º  | Rosario Central         | 54   | 29 | 16 | 6  | 7  | 41 | 19 | 22   |
| 5.º  | River Plate             | 53   | 29 | 16 | 5  | 8  | 56 | 29 | 27   |
| 6.º  | Platense                | 49   | 29 | 14 | 7  | 8  | 34 | 34 | 0    |
| 7.º  | San Lorenzo             | 48   | 29 | 14 | 6  | 9  | 39 | 31 | 8    |
| 8.º  | Belgrano                | 46   | 29 | 14 | 4  | 11 | 48 | 29 | 19   |
| 9.º  | Independiente           | 44   | 29 | 13 | 5  | 11 | 39 | 30 | 9    |
| 10.º | Banfield                | 41   | 29 | 12 | 5  | 12 | 33 | 35 | −2   |
| 11.º | Huracán                 | 40   | 29 | 9  | 13 | 7  | 27 | 25 | 2    |
| 12.º | Ferro Carril Oeste      | 39   | 29 | 12 | 3  | 14 | 40 | 36 | 4    |
| 13.º | Gimnasia y Esgrima (LP) | 35   | 29 | 8  | 11 | 10 | 32 | 32 | 0    |
| 14.º | Excursionistas          | 35   | 29 | 9  | 8  | 12 | 26 | 39 | −13  |
| 15.º | S.A.T.                  | 33   | 29 | 8  | 9  | 12 | 31 | 38 | −7   |
| 16.º | Estudiantes (BA)        | 33   | 29 | 10 | 3  | 16 | 34 | 45 | −11  |
| 17.º | El Porvenir             | 21   | 29 | 5  | 6  | 18 | 22 | 61 | −39  |
| 18.º | Estudiantes (LP)        | 18   | 29 | 4  | 6  | 19 | 21 | 57 | −36  |
| 19.º | Lanús                   | 16   | 29 | 4  | 4  | 21 | 18 | 60 | −42  |
| 20.º | Defensores de Belgrano  | 8    | 29 | 2  | 2  | 25 | 10 | 73 | −63  |

|  | Los equipos que ocupan estas posiciones descendieron a la Primera División B. |